# 鴨脷洲大街巴士總站

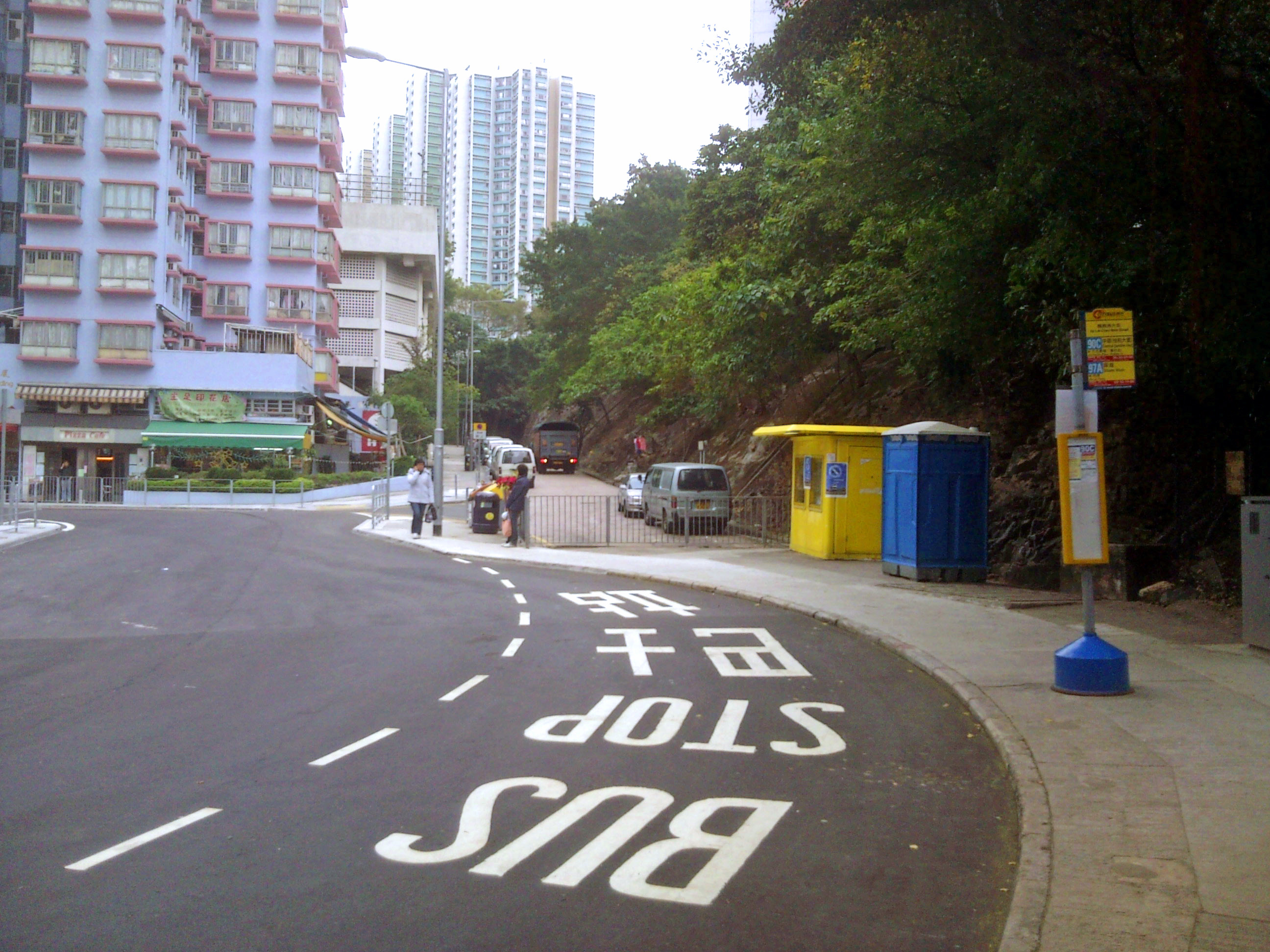
鴨脷洲大街巴士總站

鴨脷洲大街巴士總站（英語：Ap Lei Chau Main Street Bus Terminus），位於南區鴨脷洲大街近利枝道鴨脷洲風之塔公園（前城巴車廠）外，現時有3條巴士路線由此開出。

## 總站路線資料

### 城巴90C線
- 鴨脷洲大街 → 中環（怡和大廈）

於1998年11月16日投入服務，2002年1月28日改為單向服務，途經黃竹坑、香港仔隧道、灣仔皇后大道東及金鐘，只於星期一至五上課日上午提供服務。

### 城巴93C線
- 鴨脷洲大街 → 堅道

於1998年7月6日投入服務，途經香港仔、田灣、薄扶林道及半山區，只於星期一至五上課日上午提供服務。

### 城巴99X線（特別班次）
- 鴨脷洲大街 → 西灣河（太康街）

於2014年1月13日投入服務，途經利東邨，不停香港仔隧道收費廣場分站、不經永興街及炮台山一段英皇道，以西灣河（太康街）作終站；並於2015年8月17日增加一班車，只於平日上午繁忙時間提供服務。

## 使用狀況
由於巴士無法駛入內街（即鴨脷洲大街），內街的居民一般多乘搭專綫小巴，步行到鴨脷洲橋道乘車，或步行到利東站前往利東邨或搭乘港鐵前往市區。故此總站使用量不高。

## 外部連結
- 鴨脷洲大街巴士總站[]，城巴／新巴